# العلاقات الإريترية الكندية
العلاقات الإريترية الكندية هي العلاقات الثنائية التي تجمع بين إريتريا وكندا.

## مقارنة بين البلدين
هذه مقارنة عامة ومرجعية للدولتين:
| وجه المقارنة                                              | إريتريا                                      | كندا                     |
| --------------------------------------------------------- | -------------------------------------------- | ------------------------ |
| المساحة (كم2)                                             | 117.60 ألف                                   | 9.98 مليون               |
| عدد السكان (نسمة)                                         | 6.33 مليون                                   | 35.70 مليون              |
| الكثافة السكانية (ن./كم²)                                 | 53.83                                        | 3.58                     |
| العاصمة                                                   | أسمرة                                        | أوتاوا                   |
| اللغة الرسمية                                             | اللغة التغرينية، اللغة العربية، لغة إنجليزية | لغة إنجليزية، لغة فرنسية |
| العملة                                                    | ناكفا                                        | دولار كندي               |
| الناتج المحلي الإجمالي (بليون دولار)                      | 2.61 مليار                                   | 1.65 تريليون             |
| الناتج المحلي الإجمالي (تعادل القوة الشرائية) بليون دولار |                                              | 1.59 تريليون             |
| الناتج المحلي الإجمالي الاسمي للفرد دولار أمريكي          |                                              | 43.25 ألف                |
| الناتج المحلي الإجمالي للفرد دولار أمريكي                 |                                              | 45.07 ألف                |
| مؤشر التنمية البشرية                                      | 0.391                                        | 0.913                    |
| رمز المكالمات الدولي                                      | +291                                         | +1                       |
| رمز الإنترنت                                              | .er                                          | .ca                      |
| المنطقة الزمنية                                           | ت ع م+03:00                                  |                          |

## منظمات دولية مشتركة
يشترك البلدان في عضوية مجموعة من المنظمات الدولية، منها:
| علم المنظمة | اسم المنظمة                        | تاريخ انضمام إريتريا | تاريخ انضمام كندا |
| ----------- | ---------------------------------- | -------------------- | ----------------- |
|             | مؤسسة التمويل الدولية              | 11 أكتوبر 1995       | 20 يوليو 1956     |
|             | منظمة حظر الأسلحة الكيميائية       | ?                    | ?                 |
|             | البنك الإفريقي للتنمية             | ?                    | ?                 |
|             | يونسكو                             | 2 سبتمبر 1993        | 4 نوفمبر 1946     |
|             | الأمم المتحدة                      | 28 مايو 1993         | 9 نوفمبر 1945     |
|             | الاتحاد الدولي للاتصالات           | 6 أغسطس 1993         | 1 يوليو 1908      |
|             | منظمة الشرطة الجنائية الدولية      | ?                    | ?                 |
|             | البنك الدولي للإنشاء والتعمير      | 6 يوليو 1994         | 27 ديسمبر 1945    |
|             | الاتحاد البريدي العالمي            | ?                    | ?                 |
|             | مؤسسة التنمية الدولية              | 6 يوليو 1994         | 24 سبتمبر 1960    |
|             | وكالة ضمان الاستثمار متعدد الأطراف | 10 سبتمبر 1996       | 12 أبريل 1988     |

## وصلات خارجية
- موقع وزارة الخارجية الكندية